# Victoria (circonscription britanno-colombienne)
Pour les articles homonymes, voir Victoria.
Circonscription électorale provinciale du Canada
Victoria est une ancienne circonscription provinciale de la Colombie-Britannique représentée à l'Assemblée législative de la Colombie-Britannique lors de l'intégration de la province dans la Confédération canadienne dès 1871 à 1894, ainsi que de 1966 à 1991.

## Liste des députés
| 1re                                                                                             | 1871–1874 |  | Arthur Bunster              | Indépendant       |                     | Amor De Cosmos           | Indépendant       |
| 1re                                                                                             | 1874-1875 |  | William Archibald Robertson | Indépendant       |                     | William Fraser Tolmie    | Indépendant       |
| 2e                                                                                              | 1875–1878 |  | Thomas Basil Humphreys      | Caucus réformiste |                     | William Fraser Tolmie    | Caucus réformiste |
| 3e                                                                                              | 1878–1878 |  | Thomas Basil Humphreys      | Opposition        |                     | James Thomas McIlmoyl    | Opposition        |
| 3e                                                                                              | 1878-1882 |  | Thomas Basil Humphreys      | Indépendant       |                     | James Thomas McIlmoyl    | Opposition        |
| 4e                                                                                              | 1882-1886 |  | George Archibald McTavish   | Opposition        |                     | Robert Franklin John     | Opposition        |
| 5e                                                                                              | 1886–1888 |  | George William Anderson     | Gouvernement      |                     | Robert Franklin John     | Gouvernement      |
| 5e                                                                                              | 1888-1890 |  | George William Anderson     | Gouvernement      | James Tolmie        | Gouvernement             |                   |
| 6e                                                                                              | 1890–1894 |  | George William Anderson     | Gouvernement      | David McEwen Eberts | Gouvernement             |                   |
| Circonscription de North Victoria, South Victoria, Saanich, Esquimalt, Oak Bay et Victoria City |           |  |                             |                   |                     |                          |                   |
| 28e                                                                                             | 1966–1969 |  | William Neelands Chant      | Créditiste        |                     | Waldo McTavish Skillings | Créditiste        |
| 29e                                                                                             | 1969–1972 |  | William Neelands Chant      | Créditiste        |                     | Waldo McTavish Skillings | Créditiste        |
| 30e                                                                                             | 1972–1975 |  | Newell Morrison             | Créditiste        |                     | David Alexander Anderson | Libéral           |
| 31e                                                                                             | 1975–1979 |  | Robert Samuel Bawlf         | Créditiste        |                     | Charles Frederick Barber | Néo-démocrate     |
| 32e                                                                                             | 1979–1983 |  | Gordon William Hanson       | Néo-démocrate     |                     | Charles Frederick Barber | Néo-démocrate     |
| 33e                                                                                             | 1983–1986 |  | Gordon William Hanson       | Néo-démocrate     | Robin Kyle Blencoe  | Néo-démocrate            |                   |
| 34e                                                                                             | 1986–1991 |  | Gordon William Hanson       | Néo-démocrate     | Robin Kyle Blencoe  | Néo-démocrate            |                   |